# Beat Breu
Beat Breu (ur. 23 października 1957 w St. Gallen) – szwajcarski kolarz przełajowy i szosowy, brązowy medalista przełajowych mistrzostw świata.

## Kariera
Największy sukces w karierze Beat Breu osiągnął w 1988 roku, kiedy zdobył brązowy medal w kategorii elite podczas przełajowych mistrzostw świata w Hägendorfie. W zawodach tych wyprzedzili go jedynie jego rodak Pascal Richard oraz Holender Adrie van der Poel. Był to jednak jedyny medal wywalczony przez niego na międzynarodowej imprezie tej rangi. Był też między innymi czwarty w tej samej kategorii na rozgrywanych rok później mistrzostwach świata w Pontchâteau. W walce o brązowy medal lepszy okazał się Francuz Christophe Lavainne. Najlepsze wyniki w Pucharze Świata w kolarstwie przełajowym osiągnął w sezonie 1993/1994, kiedy był szesnasty w klasyfikacji generalnej. Startował także w kolarstwie szosowym, wygrywając między innymi Tour de Suisse w latach 1981 i 1989 oraz Mistrzostwa Zurychu w 1981 roku, a także pięciokrotnie zwyciężając w mistrzostwach kraju. Czterokrotnie startował w Giro d'Italia, najlepszy wynik osiągając w 1981 roku, kiedy wygrał jeden etap, w klasyfikacji generalnej był ósmy, a w klasyfikacji górskiej zajął drugie miejsce. Drugie miejsce w klasyfikacji górskiej zajął też w 1979 roku, a w 1984 roku ponownie był ósmy w klasyfikacji generalnej, jednak zwycięstw etapowych już nie odnosił. Wielokrotnie startował w Tour de France, przy czym był szósty w klasyfikacji generalnej w 1982 roku, po dwóch zwycięstwach etapowych. Nigdy nie wystąpił na igrzyskach olimpijskich.